# Zavala (Bośnia i Hercegowina)
Zavala – wieś w Bośni i Hercegowinie, w Federacji Bośni i Hercegowiny, w kantonie hercegowińsko-neretwiańskim, w gminie Ravno. W 2013 roku liczyła 186 mieszkańców, z czego większość stanowili Chorwaci.